# Ateneo Republicano de Galicia
El Ateneo Republicano de Galicia (ARGA) es una asociación de carácter político fundada en 1998 en La Coruña y que aboga por la implantación de la III República en España.

## Actividades
La actividad del ateneo se concentra en la promoción de debates, tertulias y exposiciones que propaguen y difundan los valores éticos de la tradición liberal republicana. Además, entre otras campañas, el Ateneo Republicano de Galicia se han dirigido a las consejerías de Cultura y Presidencia de Galicia para solicitar que se redacte una ley que regule la supresión de los símbolos franquistas de las calles de Galicia y ha propuesto que el Centro da Memoria Histórica de Galicia que la Consejería de Cultura quiere crear en la isla pontevedresa de San Simón, se ubique en Ferrol (La Coruña). 